# Xenophora conchyliophora
Xenophora conch  yliophora pertenece a la clase Gasterópoda de moluscos. Esta clase constituye la clase más extensa de moluscos. Presentan una cabeza, un pie mjjjjjusculoso ventral y una concha dorsal (no todos). Los gasterópodos incluyen organismos como los caracoles  (terrestres y marinos), las babosas y las liebres de mar, entre otros.

## Clasificación y descripción
X. conchyliophora es un molusco que pertenece la clase Gastropoda; orden Littorinimorpha; familia Xenophoridae. Se caracteriza por la peculiaridad de cementar sobre su concha todo tipo de fragmentos de conchas, trozos de coral, etc. La concha fuerte, sin ombligo, trocoide y con vueltas aplanadas. A primera vista es parecida a un Trochidae, pero el lado interno no es nacarado y el núcleo del opérculo está desplazado a un lado, no es central como en Trochidae.
Mide alrededor de 50 mm de diámetro sin tomar en cuenta los fragmentos extraños, carece de ombligo; la concha por debajo es un verdadero basurero marino y es curioso encontrar casi siempre alguna concha de Chione cancellata adherida a ella.

## Distribución
Se puede encontrar desde Carolina del Norte, las costas de Florida; las costas del Golfo de México, Las Antillas; llegando a Sudamérica a las costas de Brasil.

## Ecología
Se hace relevancia en los trabajos paleontológicos de esta especie que sirven para marcar del Plioceno al Pleistoceno. Es un organismo epifaunal, que pasta macroalgas directamente del sustrato usando su probóscide extensible y rádula. La probóscide usualmente se mantiene protegida por la concha y el pie se sostiene sobre el sustrato para permitir la alimentación del organismo. El caracol se alimenta tanto en el día como en la noche. No son selectivos para sus comidas. 
Otra interesante interacción en la vida de estos caracoles es la forma de ponerse de regreso en posición normal, ya que es común que un animal con estas características quede “boca-arriba”. Esto lo logra con la extensión de su pie a un lado balanceando el peso hacia un lado, al tocar el sustrato logra enterrar una porción del pie en el para poder sostenerse y volver a su posición normal.